# Chiloglanis anoterus
Chiloglanis anoterus е вид лъчеперка от семейство Mochokidae.

## Разпространение
Видът е разпространен в Свазиленд и Южна Африка (Квазулу-Натал и Мпумаланга).